# Anolis anfiloquioi
Anolis anfiloquioi este o specie de șopârle din genul Anolis, familia Polychrotidae, descrisă de Garrido 1980. Conform Catalogue of Life specia Anolis anfiloquioi nu are subspecii cunoscute.